# Нагибаров, Вилен Романович
Вилен Романович Нагибаров (1935—1977) — советский физик-теоретик, доктор физико-математических наук (1971), профессор (1972). Область научных исследований — динамика оптических систем.
Родился 09.01.1935 в пос. Рашкава, Молдавия.
Окончил Казанский университет (1959) и его аспирантуру (1964, с защитой диссертации на тему «Вопросы динамики оптических систем»).
В 1964—1971 — преподаватель, доцент Казанского физико-технического института.
В 1971—1976 — профессор, зав. кафедрой общей физики и одновременно проректор Казанского педагогического института.
Доктор физико-математических наук (1971, тема диссертации «Сверхизлучение систем с дискретным спектром»), профессор (1972).
С 1976 — зав. лабораторией Института физики твёрдого тела и полупроводников АН БССР.
Публикации:
- Световое и звуковое сверхизлучение [Текст] / Отв. ред.: проф. В. Р. Нагибаров. — Казань : [б. и.], 1976. — 194 с. : ил.; 22 см. — (Ученые записки/ М-во просвещения РСФСР. Казан. гос. пед. ин-т; Вып. 163).
- Световое эхо [Текст] : Материалы I Всесоюз. симпозиума по световому эхо / Ред. коллегия: проф. В. Р. Нагибаров (отв. ред.) и др. — Казань : [б. и.], 1973. — 131 с. : ил.; 20 см. — (Ученые записки/ М-во просвещения РСФСР. Казан. гос. пед. ин-т; Вып. 125).
- Копвиллем У. Х., Нагибаров В. Р. Световое эхо в парамагнитных кристаллах // Физика металлов и металловедение. 1963 Т. 157, N2. С. 313—315.

Умер 09.10.1977.